# Fitchburg (Massachusetts)
Fitchburg is een plaats (city) in de Amerikaanse staat Massachusetts, en valt bestuurlijk gezien onder Worcester County.

## Demografie
Bij de volkstelling in 2000 werd het aantal inwoners vastgesteld op 39.102.
In 2006 is het aantal inwoners door het United States Census Bureau geschat op 40.050, een stijging van 948 (2.4%).

## Geografie
Volgens het United States Census Bureau beslaat de plaats een oppervlakte van
72,7 km², waarvan 71,9 km² land en 0,8 km² water. Fitchburg ligt op ongeveer 143 m boven zeeniveau.

## Plaatsen in de nabije omgeving
De onderstaande figuur toont nabijgelegen plaatsen in een straal van 16 km rond Fitchburg.